# Lijst van Belgische adelsverheffingen 1973
Personen die in 1973 in de Belgische adel werden opgenomen of een adellijke titel verwierven.

## Burggraaf
- Gaston Eyskens, erfelijke adel en de titel burggraaf, overdraagbaar bij eerstgeboorte.

## Baron
- Jonkheer Jacques Fredericq (1926- ), titel van baron, overdraagbaar bij eerstgeboorte.
- Arthur Grumiaux, violist, erfelijke adel en persoonlijke titel baron.
- Flor Peeters, organist, erfelijke adel en persoonlijke titel baron.

## Ridder
- Pierre Bauchau (1922-2014), directeur-generaal Banque Commerciale Zaïroise, erfelijke adel overdraagbaar bij eerstgeboorte.
- Henry Delwaide (1901-1979), voorzitter hof van beroep Luik, erfelijke adel en titel van ridder, overdraagbaar bij eerstgeboorte.
- Jean Michiels (1914-1982), erfelijke adel en de persoonlijke titel ridder.

## Jonkheer
- Robert Fourmanoit (1898-1978), erfelijke adel.
- Frans Nobels (1900-1977), erfelijke adel.
- Franz Sebrechts (1913-1980), notaris, erfelijke adel.